# Élections législatives de 1951 dans le Bas-Rhin
Les élections législatives françaises de 1951 se tiennent le 17 juin. Ce sont les deuxièmes élections législatives de la Quatrième République.

## Mode de scrutin
Représentation proportionnelle plurinominale suivant la méthode du plus fort reste dans 103 circonscriptions, conformément à la loi des apparentements : les listes qui se sont « apparentées » avant l'élection remportent tous les sièges de la circonscription si leurs voix ajoutées obtiennent la majorité absolue des suffrages exprimés. Il y a 629 sièges à pourvoir.
Le vote préférentiel est admis. 
Dans le département du Bas-Rhin, neuf députés sont à élire.

## Candidats

### Liste du Mouvement républicain populaire
| N° | Candidats | Candidats           | Parti | Principales fonctions |
| -- | --------- | ------------------- | ----- | --- |
| 01 |           | Pierre Pflimlin     | MRP   | Ministre de l'Agriculture, député sortant |
| 02 |           | Henri Meck          | MRP   | Député sortant, conseiller général du canton de Benfeld, maire de Molsheim                                                                    |
| 03 |           | Albert Schmitt      | MRP   | Secrétaire général, député sortant, Wissembourg                                                                                               |
| 04 |           | Jean-Philippe Bapst | MRP   | Agriculteur, conseiller général, maire d'Erstein                                                                                              |
| 05 |           | Joseph Klock        | MRP   | Secrétaire du Groupement commercial (cristallerie de Hartzwiller), conseiller général du canton de Marmoutier, adjoint au maire de Strasbourg |
| 06 |           | Joseph Geny         | MRP   | Notaire, maire de Villé |
| 07 |           | Victor Jung         | MRP   | Agriculteur, maire de Gambsheim |
| 08 |           | Aloyse Wassmer      | MRP   | Ouvrier, Walbourg |
| 09 |           | Gabriel Bornert     | MRP   | Directeur, adjoint au maire de Bischwiller |

### Liste du Rassemblement du peuple français
| N° | Candidats | Candidats          | Parti | Principales fonctions                                                                                        |
| -- | --------- | ------------------ | ----- | --- |
| 01 |           | Pierre Koenig      | RPF   | Ancien commandant civil et militaire français en Allemagne, membre de l'Institut                             |
| 02 |           | Michel Kauffmann   | RPF   | Député sortant UDSR, maire d'Ittenheim, ingénieur agricole, cultivateur, ancien compagnon du Général Leclerc |
| 03 |           | Camille Wolff      | RPF   | Député sortant UDSR, conseiller général du canton de Bischwiller, représentant de commerce                   |
| 04 |           | Daniel Tubach      | RPF   | Conseiller général du canton de Marckolsheim, maire de Baldenheim, industriel dans le textile                |
| 05 |           | Albert Sieffert    | RPF   | Maire de Kirchheim, agriculteur viticulteur                                                                  |
| 06 |           | Charles Biedermann | RPF   | Maire de Saverne, ingénieur électricien, ancien résistant                                                    |
| 07 |           | Marcel Christen    | RPF   | Électricien                                                                                                  |
| 08 |           | François Blavin    | RPF   | Conseiller général, maire de Wœrth, docteur en médecine                                                      |
| 09 |           | René Radius        | RPF   | Sénateur, adjoint au maire de Strasbourg, ingénieur                                                          |

### Liste d'Union républicaine, résistante et antifasciste présentée par le PCF
| N° | Candidats | Candidats         | Parti | Principales fonctions                                         |
| -- | --------- | ----------------- | ----- | ------------------------------------------------------------- |
| 01 |           | Marcel Rosenblatt | PCF   | Député sortant, ouvrier serrurier, ancien déporté, Strasbourg |
| 02 |           | Albert Erb        | PCF   | Cheminot, Bischheim                                           |
| 03 |           | Jacques Graf      | PCF   | Cultivateur, Wissembourg                                      |
| 04 |           | Alphonse Boosz    | PCF   | Employé, Strasbourg                                           |
| 05 |           | Christine Leifer  | PCF   | Employée, Schiltigheim                                        |
| 06 |           | Léon Steck        | PCF   | Forgeron                                                      |
| 07 |           | Joseph Rottmann   | PCF   | Restaurateur                                                  |
| 08 |           | Alfred Schohn     | PCF   | Soudeur                                                       |
| 09 |           | Ernest Huber      | PCF   | Employé, Saverne                                              |

### Liste du Centre national des indépendants et paysans
| N° | Candidats | Candidats         | Parti | Principales fonctions                                                                          |
| -- | --------- | ----------------- | ----- | ---------------------------------------------------------------------------------------------- |
| 01 |           | Alexandre Jesel   | CNIP  | Commerçant, économiste, ancien résistant, Strasbourg                                           |
| 02 |           | Georges Kuntz     | CNIP  | Conseiller général, maire de Bouxwiller, directeur d'école                                     |
| 03 |           | Georges Ritter    | CNIP  | Maire de Schiltigheim, Vice-Président du Conseil général, directeur général des chemins de fer |
| 04 |           | Eugène Heitz      | CNIP  | Chef de brigade aux ateliers SNCF                                                              |
| 05 |           | Georges Bronner   | CNIP  | Cultivateur, conseiller général du canton de Sarre-Union, Harskirchen                          |
| 06 |           | Léon Naegel       | CNIP  | Viticulteur, maire de Nothalten, conseiller général du canton de Barr                          |
| 07 |           | Charles Seyfried  | CNIP  | Chef d'atelier                                                                                 |
| 08 |           | Robert Falbisaner | CNIP  | Agent général d'assurances, Strasbourg                                                         |
| 09 |           | Pierre Woringer   | CNIP  | Médecin d'enfants, Strasbourg                                                                  |

### Liste du Parti socialiste SFIO
| N° | Candidats | Candidats           | Parti | Principales fonctions                               |
| -- | --------- | ------------------- | ----- | --------------------------------------------------- |
| 01 |           | Georges Woehl       | SFIO  | Receveur des PTT, adjoint au maire de Strasbourg    |
| 02 |           | Joseph Bernhard     | SFIO  | Directeur d'école à Schiltigheim                    |
| 03 |           | Georges Rossdeutsch | SFIO  | Retraité SNCF, maire de Bischheim                   |
| 04 |           | Ernest Kunkler      | SFIO  | Maitre imprimeur, Strasbourg                        |
| 05 |           | Albert Lutz         | SFIO  | Artisan modeleur                                    |
| 06 |           | Georges Gelb        | SFIO  | Ajusteur, chef d'atelier                            |
| 07 |           | Jean Veit           | SFIO  | Cultivateur, maire de Schalkendorf                  |
| 08 |           | Paulette Penner     | SFIO  | Présidente du groupe féminin socialiste, Strasbourg |
| 09 |           | Auguste Brand       | SFIO  | Rédacteur en chef de La Presse Libre                |

## Élus
| Député sortant         | Parti | Parti    | Député élu ou réélu | Parti | Parti |
| ---------------------- | ----- | -------- | ------------------- | ----- | ----- |
| Marcel Rosenblatt      |       | PCF      | Marcel Rosenblatt   |       | PCF   |
| Marcel-Edmond Naegelen |       | SFIO     | Joseph Klock        |       | MRP   |
| Henri Meck             |       | MRP      | Henri Meck          |       | MRP   |
| Pierre Pflimlin        |       | MRP      | Pierre Pflimlin     |       | MRP   |
| Joseph Sigrist         |       | MRP      | Jean-Philippe Bapst |       | MRP   |
| Albert Schmitt         |       | MRP      | Albert Schmitt      |       | MRP   |
| Pierre Clostermann     |       | UDSR-RPF | Pierre Kœnig        |       | RPF   |
| Michel Kauffmann       |       | UDSR-RPF | Michel Kauffmann    |       | RPF   |
| Camille Wolff          |       | UDSR-RPF | Camille Wolff       |       | RPF   |

## Résultats

### Résultats à l'échelle du département
- Les listes du MRP et du CNIP se sont apparentées.
- Leurs voix cumulées de chaque apparentement représentant moins de 50% des exprimés, les sièges sont répartis à la proportionnelle entre tous les partis.
- Le score de l'apparentement est considéré comme celui d'une liste pour la répartition générale, ensuite la répartition interne des sièges entre apparentées se fait également à la proportionnelle.

| Parti    | Parti    | Tête de liste     | Résultats | Résultats | Sièges |  |
| Parti    | Parti    | Tête de liste     | Voix      | %         |        |  |
| -------- | -------- | ----------------- | --------- | --------- | ------ |  |
|          | MRP *    | Pierre Pflimlin   | 128 122   | 41,89     | 5      |  |
|          | RPF      | Pierre Kœnig      | 94 970    | 31,05     | 3      |  |
|          | PCF      | Marcel Rosenblatt | 36 975    | 12,09     | 1      |  |
|          | CNIP *   | Alexandre Jesel   | 24 594    | 8,04      | 0      |  |
|          | SFIO     | Georges Woehl     | 19 291    | 6,31      | 0      |  |
|          |          |                   |           |           |        |  |
| Inscrits | Inscrits | Inscrits          | 429 734   | 100,00    | 9      |  |
| Votants  | Votants  | Votants           | 315 476   | 73,41     |        |  |
| Exprimés | Exprimés | Exprimés          | 305 890   | 96,96     |        |  |